# Arthur Plaschke
Richard Samuel Arthur Plaschke (5. Mai 1851 in Ottern, Kreis Rößel, Ostpreußen – 17. Januar 1899 in Berlin) war ein deutscher Theaterschauspieler.

## Leben
Plaschke, Sohn des Rittergutsbesitzers Samuel Plaschke, trat 1851 als Avantageur in die preußische Arme ein und nahm seinen Abschied 1878 als Oberleutnant (später war er Hauptmann in der Landwehr), um die Bühnenlaufbahn einzuschlagen. Nach einer Ausbildung am Wiener Konservatorium debütierte er am 9. Januar 1880 am Hoftheater in Meiningen.
Dann kamen Stationen in Sondershausen, Halle und Bremen, bevor er 1883 an die Berliner Hofbühne ging. „Mephisto“, „Präsident Walter“, „Thorane“, „Odoardo“, „Franz Moor“ etc. waren Rollen, in denen er meist Treffliches leistete. In der letzten Zeit seiner theatralischen Karriere bewährte er sich vornehmlich als Hilfsregisseur. Gewissenhafte Ausübung und Hingabe an seinen Beruf waren seine hervorstechendsten Eigenschaft.
Plaschke starb am 17. Januar 1899 in Berlin.